# Ivirgarzama
Ivirgarzama é uma cidade da Bolívia, no departamento de Cochabamba. Está situada a 218 metros de altitude. No censo realizado em 2001, a cidade possuía 26.366 habitantes, sua população estimada para 2012 é de 28.255 habitantes. Está localizada a 224 km de Cochabamba.
- latitude: 17° 02' 0 Sul
- longitude: 64° 51' 60 Oeste

## Demografía
| Ano  | População | Fonte      |
| ---- | --------- | ---------- |
| 1992 | 23.250    | Censo 1992 |
| 2001 | 26.366    | Censo 2001 |
| 2012 | 28.255    | Censo 2012 |